# 扬尼斯·格里瓦斯
扬尼斯·格里瓦斯（羅馬化：Ioánnis Grívas；1923年2月23日—2016年11月27日），希腊政治人物，1989年10月11日至11月23日担任临时总理。

## 生平
扬尼斯·格里瓦斯生于弗西奥蒂斯州，早年在雅典大学学习法律。1989年，希腊议会处于僵持状态，他担任临时总理。